# Trần Văn Mai
Trần Văn Mai (sinh 1967) là đại biểu Quốc hội Việt Nam khóa X. Ông thuộc đoàn đại biểu Quảng Nam.
Tên thường gọi: Trần Văn Mai
Ngày sinh: 10/5/1967
Giới tính: Nam
Dân tộc: Kinh
Tôn giáo: Không
Quê quán: Xã Đại Thắng, huyện Đại Lộc, Quảng Nam
Trình độ chuyên môn: Kỹ sư Nông nghiệp
Nghề nghiệp, chức vụ: Phó Chủ nhiệm HTX sản xuất dịch vụ kinh doanh tổng hợp Đại Thắng, huyện Đại Lộc, tỉnh Quảng Nam
Nơi làm việc: HTX sản xuất dịch vụ kinh doanh tổng hợp Đại Thắng, huyện Đại Lộc, tỉnh Quảng Nam
Nơi ứng cử: Quảng Nam
Đại biểu Quốc hội khoá: X
Đại biểu chuyên trách: Không
Đại biểu Hội đồng Nhân dân: Không